# قلعه باباریش
قلعه باباریش مربوط به سدهٔ ۶ و ۷ ه.ق است و در شهرستان فیروزکوه، بخش ارجمند، روستای مرزداران واقع شده و این اثر در تاریخ ۲۵ اردیبهشت ۱۳۸۰ با شمارهٔ ثبت ۳۸۳۳ به‌عنوان یکی از آثار ملی ایران به ثبت رسیده است.